# 亞布盧尼夫卡 (舊西尼亞瓦區)
49°42′57″N 27°46′49″E / 49.71583°N 27.78028°E
亞布盧尼夫卡（烏克蘭語：Яблунівка）是位於烏克蘭西部的村莊，由赫梅利尼茨基州裡赫梅利尼茨基區的舊西尼亞瓦市鎮負責管轄。該村始建於1592年，面積1.31平方公里，海拔高度292米，2001年人口217。